# Krišovská Liesková
Krišovská Liesková es un municipio del distrito de Michalovce en la región de Košice, Eslovaquia, con una población estimada a final del año 2024 de 942 habitantes.
Se encuentra ubicado al noreste de la región, en la cuenca hidrográfica del río Bodrog (afluente derecho del Tisza) y cerca de la frontera con la región de Prešov, Ucrania y Hungría.

## Demografía
| Año        | 1994 | 2004    | 2014    | 2024    |
| ---------- | ---- | ------- | ------- | ------- |
| Población  | 818  | 877     | 930     | 942     |
| Diferencia |      | +7,21 % | +6,04 % | +1,29 % |

| Año        | 2023 | 2024    |
| ---------- | ---- | ------- |
| Población  | 936  | 942     |
| Diferencia |      | +0,64 % |